# Gernelle
Gernelle je francouzská obec v departementu Ardensko v regionu Grand Est. V roce 2012 zde žilo 332 obyvatel.

## Poloha obce
Sousední obce jsou: Bosseval-et-Briancourt, Gespunsart, La Grandville, Issancourt-et-Rumel, Ville-sur-Lumes a Saint-Laurent.

## Vývoj počtu obyvatel
Počet obyvatel